# Diócesis de San Severo
La diócesis de San Severo (en latín: Dioecesis Sancti Severi o Severopolitana y en italiano: Diocesi di San Severo) es una circunscripción eclesiástica de la Iglesia católica en Italia. Se trata de una diócesis latina, sufragánea de la arquidiócesis de Foggia-Bovino. Desde el 1 de marzo de 2023 su obispo es Giuseppe Mengoli.

## Territorio y organización
La diócesis tiene 1270 km² y extiende su jurisdicción sobre los fieles católicos de rito latino residentes en 10 comunas de la provincia de Foggia en la región de Apulia: San Severo, Apricena, Chieuti, Lesina, Poggio Imperiale, Rignano Garganico, San Nicandro Garganico, San Paolo di Civitate, Serracapriola y Torremaggiore.
La sede de la diócesis se encuentra en la ciudad de San Severo, en donde se halla la Catedral de Santa María Asunta, que es una iglesia del siglo XII que ha sido ampliada y restaurada varias veces. Cerca se encuentra el palacio episcopal fundado en 1668, que reúne dos edificios, uno del siglo XIX y otro del siglo siglo XVII y siglo XVIII, y el edificio del seminario del siglo XVII, fundado por Carlo Felice de Matta en 1678.
En 2022 en la diócesis existían 35 parroquias agrupadas en 3 vicarías:
- Vicaría urbana (14 parroquias): San Severo (Cattedrale, San Severino, San Giovanni Battista, San Nicola, Croce Santa, Maria Santissima delle Grazie, Maria Santissima della Libera e San Sebastiano, Cristo Re, San Bernardino, Immacolata Concezione, Madonna della Divina Provvidenza, Sacro Cuore, San Giuseppe Artigiano, Sacra Famiglia);
- Vicaría nord-ovest (10 parroquias): Chieuti (San Giorgio, Stella Maris), Serracapriola (Santa Maria in Silvis e San Mercurio), San Paolo di Civitate (San Giovanni Battista, Sant'Antonio da Padova), Torremaggiore (San Nicola, Santa Maria della Strada, Maria Santissima della Fontana, Gesù Divino Lavoratore, Spirito Santo);
- Vicaría nord-est (11 parroquias): Apricena (Santi Martino e Lucia, Santo Rosario, Sacra Famiglia), Lesina (Santissima Annunziata, Stella Maris), Poggio Imperiale (San Placido), Rignano Garganico (Santa Maria Assunta), San Nicandro Garganico (Santa Maria del Borgo, Maria Santissima del Carmine, San Biagio, Maria Santissima delle Grazie).

## Historia
La diócesis de San Severo tiene su origen en la diócesis medieval de Civitate, cuya sede fue trasladada a San Severo en 1580.

### Diócesis de Civitate
Tras la reconquista bizantina de Capitanata, el catapán Basilio Boioanes había establecido alrededor de 1018 una línea fortificada para apoyar las defensas del norte de las posesiones bizantinas en Apulia. Esta línea estaba formada por las ciudades de Troia, Dragonara, Civitate y Castel Fiorentino, cada una de ellas también dotada de una sede episcopal.
La diócesis de Civitate está inscrita entre las diócesis sufragáneas de Benevento en una bula del papa Esteban IX de enero de 1058. El primer obispo documentado es Amalgerio, ya atestiguado en un diploma de 1057. En junio de 1061 participó en el sínodo convocado por el metropolitano Ulderico de Benevento, y en 1065 recibió una bula del papa Alejandro II. Su probable sucesor fue Rogerio, que participó en el Sínodo de Letrán de 1068, participó en la consagración de la basílica de Montecasino en 1071 y es mencionado en un decreto del metropolitano Milone de 1075. Del siglo XI es conocido también el obispo Landolfo, que en el año 1089 estuvo entre los participantes en el tercer concilio de Melfi.
A principios del siglo XV la diócesis entró en crisis. Desde 1412 a 1439 su gobierno estuvo confiado a administradores apostólicos, hasta que el papa Eugenio IV decidió unificar la diócesis de Civitate con la de Lucera. La unión, sin embargo, duró hasta 1471, cuando Civitate volvió a tener su propio obispo. De esta época data una bula de 1445 del papa Calixto III, en muy mal estado de conservación, donde se hace referencia a un "obispo de San Severo". Según Pasquale Corsi, esta presencia «enigmática» podría insertarse en un contexto «que veía en oposición el plan expansionista de Lucera y la voluntad de autonomía de San Severo, que era la ciudad más importante dentro de la diócesis de Civitate. La aparición de un obispo en San Severo, en medio de este tira y afloja, podría explicarse en el contexto de alternancias, más o menos prolongadas, de presiones en una u otra dirección, quizá también aprovechando los desórdenes derivados del Gran Cisma y la ocasional creación de jerarquías paralelas.»
Entre los obispos de Civitate se puede recordar a Luca Gaurico (1545-1550), conocido astrónomo, y al cardenal Francesco Alciati, que fue también el último obispo.

### Diócesis de San Severo
El 21 de febrero de 1580 el papa Gregorio XIII, mediante la bula Pro excellenti, trasladó la sede de la diócesis de Civitate a San Severo. Al mismo tiempo, el territorio de la suprimida abadía nullius de San Pietro Terrae Maioris se unió al de la antigua sede, y probablemente también al de la diócesis de Dragonara, de la que no se tienen más noticias después de 1554.
Después de convocar un concurso especial, el pontífice eligió como nueva catedral la iglesia parroquial de Santa María, que entre las cuatro parroquias entonces existentes (San Severino, San Nicolás, Santa María y San Juan) era la tercera en cuanto a fundación y prestigio, pero la primera en cuanto a riqueza de bienes.
El primer obispo fue el jesuita Martino de Martini, de L'Aquila, que falleció apenas un año después de tomar posesión de la nueva cátedra. Dos obispos, Germanico Malaspina y Fabrizio Verallo, fueron cardenales durante su mandato: Malaspina fue también nuncio apostólico en Austria de 1584 a 1586, luego en Polonia y murió en Cracovia sin haber recibido aún la birreta (era, de hecho, cardenal in pectore); Fabrizio Verallo, cardenal del título de San Agustín desde 1608, fue nuncio apostólico en Suiza.
A Germanico Malaspina también se debe la celebración del primer sínodo diocesano en 1598. A éste le siguieron otros trece: el segundo con Francesco Antonio Sacchetti (obispo de 1635 a 1650); el tercero con Leonardo Severoli (1650-1651); el cuarto con Francesco Densa (1658-1670); el quinto con Orazio Fortunato (1670-1677); el sexto, el séptimo, el octavo y el noveno con Carlo Felice de Matta (1678-1701); el décimo, el undécimo y el duodécimo con Adeodato Summantico (en 1721] en 1726 y en 1735); el decimotercero con Giovanni Camillo Rossi (1826) y el decimocuarto y último con Francesco Orlando (1949).
En 1678 el obispo Carlo Felice de Matta fundó el seminario episcopal, cuyo palacio, adyacente a la residencia del obispo, fue ampliado en 1780 por Giuseppe Antonio Farao y en 1832 por Bernardo Rossi.
Adeodato Summantico, agustino, instituyó el banco de cereales en 1718 para ayudar a los agricultores, mientras que Bartolomeo Mollo (1739-1761) dedicó particular atención a la catedral, que durante su episcopado fue significativamente ampliada y completamente renovada, asumiendo nobles formas barrocas y enriqueciéndose con importantes obras de arte. Giulio de Tomasi (1832-1843) también promovió una profunda restauración de la catedral, pero sobre todo donó su rica biblioteca personal al seminario e hizo a los pobres de la diócesis herederos de buena parte de sus considerables bienes. Movido por el mismo sentimiento, Rocco de Gregorio (1843-1858) instituyó el Monte frumentario para ayudar a los necesitados, como también el enfermo Antonio La Scala (1859-1889), que quiso que la catedral fuera rica en magníficos ornamentos y adornada con una nueva fachada, realizó memorables obras de caridad, dejando finalmente sus bienes al seminario y a los pobres.
El siglo XX conoció, entre otras cosas, el fervor combativo de Bonaventura Gargiulo, capuchino muy docto (1895-1904), y la enérgica acción pastoral de Oronzo Durante (1922-1941), que celebró la coronación del simulacro de la Virgen del Socorro en 1937 y el primer congreso eucarístico diocesano en 1938. Un segundo Congreso Eucarístico se celebró durante el episcopado de Michele Seccia en 2004.
Originalmente la diócesis estaba formada por la ciudad de San Severo y las comunas de Torremaggiore y San Paolo di Civitate. El 23 de febrero de 1916, mediante el decreto Archidioecesis Beneventana de la Sagrada Congregación Consistorial, Lesina y Poggio Imperiale, que en otro tiempo constituían la antigua diócesis de Lesina, luego incluida en la arquidiócesis de Benevento, fueron fusionadas en el territorio diocesano.
En 1972 se agregaron las comunas de Serracapriola y Chieuti, hasta entonces pertenecientes a la diócesis de Larino (hoy diócesis de Termoli-Larino).
El 30 de abril de 1979, después de nueve siglos, la diócesis fue separada de la provincia eclesiástica de Benevento y pasó a formar parte de la nueva sede metropolitana de la arquidiócesis de Foggia.
En 1986, con la reforma de las diócesis italianas, también Apricena y San Nicandro Garganico de la diócesis de Lucera, así como Rignano Garganico de la arquidiócesis de Manfredonia-Vieste, se fusionaron en la Iglesia de San Severo. En el mismo año 1986, con Carmelo Cassati como obispo, la Iglesia de San Severo, que en 1970 se había unido in persona episcopi a la de Lucera, recuperó su plena autonomía con un obispo residente allí.
El 25 de mayo de 1987 Juan Pablo II visitó la diócesis, presidiendo una solemne celebración eucarística en San Severo en presencia de aproximadamente 70 000 fieles.
En 1994 la parte de la comuna de San Marco in Lamis que pertenecía a la diócesis, incluido el santuario de Santa Maria di Stignano, fue cedida a la arquidiócesis de Foggia-Bovino.

### Cooperación misionera
En 1996 la diócesis emprendió una experiencia misionera en Wansokou, Benin, en el contexto de la primera evangelización. En la parroquia Santa Teresita del Niño Jesús de la diócesis de Natitingou (que comprende unos 20 pueblos), algunos sacerdotes diocesanos, enviados como misioneros fidei donum, prestan el servicio pastoral. Una pequeña comunidad de monjas trabaja junto a los sacerdotes. La nueva iglesia parroquial fue inaugurada el 15 de octubre de 2005.
En diciembre de 2011, después de haber confiado la parroquia de Wansokou al clero local, los misioneros de la diócesis de San Severo se trasladaron a la parroquia de Notre Dame de l'Assomption en Cotiakou, donde comenzaron una nueva experiencia de cooperación misionera.

### Cabildo catedralicio
En su fundación, el cabildo catedralicio contaba con tres dignidades (archidiácono, arcipreste y primicerius), doce canónigos y dos beneficios menores, aumentados a cuatro en 1585 por el obispo Germanico Malaspina. En 1729 Adeodato Summantico añadió cinco mansionari (o capellanes), a los que se añadió un sexto en 1859 y dos más en 1878. En 1855 se constituyó otra canonjía, suprimida en 1867 por una ley que redujo el capítulo a doce canónigos, incluidas las dignidades, según los títulos: Arcediano, Arcipreste, Primicerius, Santiago el Mayor, Santiago el Menor, San Judas Tadeo, San Pablo, San Felipe, San Bartolomé, San Andrés, San Mateo y San Juan. A éstos se añadieron los abades canónicos o capellanes menores, según los beneficios titulados: Canónigo Diácono, San Jerónimo, San Ambrosio, San Agustín y San Gregorio Magno, suprimiéndose los de San Pedro y Santo Tomás.
Hasta 1729 el cabildo tenía como insignias de los dignatarios y canónigos únicamente las almucias sobre la sobrepelliz, de merino violeta con pelo blanco para el invierno y de seda carmesí para el verano. Los beneficiarios vestían almuzia de seda blanca con piel de fresno. En 1729 los canónigos obtuvieron un roquete, una cappamagna alargada y la insignia del capítulo de Nazaret y de San Giovanni Maggiore en Nápoles, consistente en una muceta episcopal con capucha de terciopelo de seda roja, ribeteada de piel blanca para el invierno, y un solideo de satén rojo. Los días de semana los canónigos vestían la sencilla muceta de castorino morado o de seda carmesí, según la estación. En 1823 se obtuvieron las insignias menores extracorales, es decir, una banda morada con lazos en el sombrero y medias y cuello del mismo color. En 1853 Pío IX concedió a los canónigos las insignias prelaticales y el privilegio de los pontificios ad instar abbatum. En 1867 se añadió el uso del zucchetto negro a los pontificales, mientras que los capellanes o mayordomos obtuvieron la muceta azul sobre el rocchetto. Los capitulares severopolitanos fueron eximidos de las restricciones sobre el uso de las insignias capitulares impuestas con carácter general por Pío X con el motu proprio del 21 de febrero de 1905 mediante una concesión especial del 11 de julio de 1907.

## Estadísticas
Según el Anuario Pontificio 2023 la diócesis tenía a fines de 2022 un total de 56 988 fieles bautizados.
| Año                                                                             | Población            | Población | Población      | Sacerdotes | Sacerdotes    | Sacerdotes    | Bautizados por sacerdote | Diáconos permanentes | Religiosos | Religiosos | Parroquias |
| Año                                                                             | Bautizados católicos | Total     | % de católicos | Total      | Clero secular | Clero regular | Bautizados por sacerdote | Diáconos permanentes | Varones    | Mujeres    | Parroquias |
| ------------------------------------------------------------------------------- | -------------------- | --------- | -------------- | ---------- | ------------- | ------------- | ------------------------ | -------------------- | ---------- | ---------- | ---------- |
| 1949                                                                            | 79 900               | 80 000    | 99.9           | 80         | 60            | 20            | 998                      |                      | 26         | 65         | 13         |
| 1970                                                                            | 91 300               | 92 753    | 98.4           | 51         | 40            | 11            | 1790                     |                      | 13         | 78         | 18         |
| 1980                                                                            | 100 000              | 105 000   | 95.2           | 53         | 41            | 12            | 1886                     |                      | 14         | 106        | 24         |
| 1990                                                                            | 127 200              | 130 500   | 97.5           | 56         | 48            | 8             | 2271                     | 1                    | 8          | 80         | 36         |
| 1999                                                                            | 128 500              | 130 500   | 98.5           | 62         | 48            | 14            | 2072                     | 1                    | 15         | 114        | 36         |
| 2000                                                                            | 128 500              | 130 500   | 98.5           | 58         | 47            | 11            | 2215                     | 1                    | 13         | 110        | 36         |
| 2001                                                                            | 128 500              | 130 500   | 98.5           | 60         | 49            | 11            | 2141                     | 1                    | 13         | 108        | 36         |
| 2002                                                                            | 128 500              | 130 500   | 98.5           | 60         | 49            | 11            | 2141                     | 1                    | 13         | 106        | 36         |
| 2003                                                                            | 128 500              | 130 500   | 98.5           | 62         | 49            | 13            | 2072                     | 2                    | 15         | 106        | 36         |
| 2004                                                                            | 128 500              | 130 500   | 98.5           | 64         | 51            | 13            | 2007                     | 1                    | 14         | 106        | 36         |
| 2010                                                                            | 128 000              | 131 200   | 97.6           | 67         | 54            | 13            | 1910                     | 2                    | 15         | 106        | 37         |
| 2014                                                                            | 120 000              | 158 700   | 75.6           | 53         | 43            | 10            | 2264                     | 2                    | 12         | 94         | 34         |
| 2017                                                                            | 119 200              | 153 400   | 77.7           | 56         | 48            | 8             | 2128                     | 2                    | 8          | 63         | 33         |
| 2020                                                                            | 96 340               | 119 521   | 80.6           | 56         | 54            | 2             | 1720                     | 2                    | 2          | 4          | 35         |
| 2022                                                                            | 103 959              | 115 510   | 90.0           | 53         | 51            | 2             | 1961                     | 2                    | 2          | 4          | 35         |
| Fuente: Catholic-Hierarchy, que a su vez toma los datos del Anuario Pontificio. |                      |           |                |            |               |               |                          |                      |            |            |            |

## Episcopologio

### Obispos de Civitate

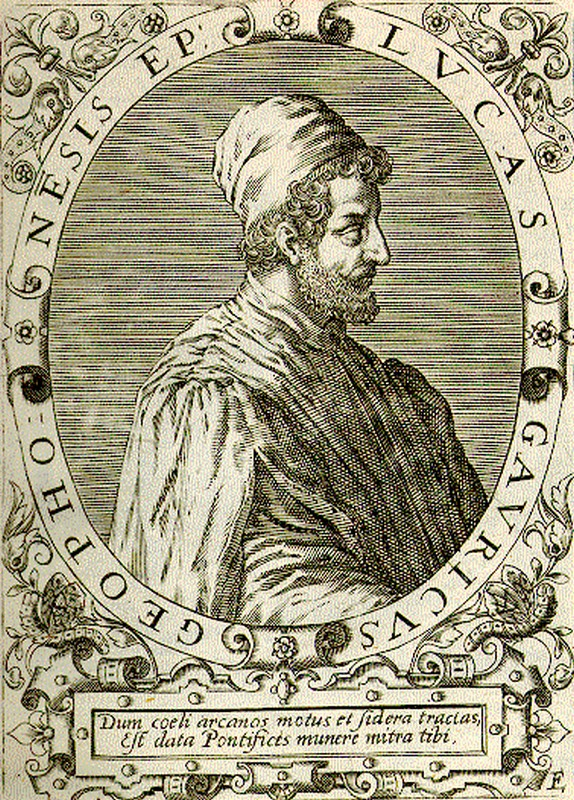
Luca Gaurico, obispo de Civitate de 1545 a 1550

- Amalgerio † (antes de 1057-después de 1065)[9]
- Rogerio † (antes de 1068-después de 1075)[10]
- Landolfo † (antes de 1081[10]-después de 1089[nota 3])
- Giovanni † (mencionado en 1144)
- Raimondo † (mencionado en 1148)
- Orso † (segunda mitad del siglo XII)[11]
- Roberto † (mencionado en 1179)[11]
- Anónimo † (antes de 1185-después de 1191)[11]
- Anónimo † (mencionado en 1199)[11]
- Anónimo † (mencionado en 1215)[11]
- Leone † (antes de 1219-después de 1223)[11]
- Anónimos † (mencionados en 1227, 1234 y 1237)[11]
- Donadio † (21 de agosto de 1254-después de 1260)[11]
- Anónimo † (mencionado en 1279)[11]
- Pietro I † (antes de 1282-después de 1285)[11]
- Pietro II † (antes de 1303-después de 1304)
- Giovanni † (mencionado en 1310)
- Ugo † (antes de 1318-después de 1324)[nota 4]
- Giovanni? † (mencionado en 1347)[nota 5]
- Cristiano † (1347-1348 nombrado obispo de Frigento)
- Matteo, O.F.M. † (18 de junio de 1348-? falleció)[nota 6]
- Matteo † (21 de octubre de 1360-? falleció)
- Stefano † (?-1367 falleció)
- Giovanni da Viterbo, O.P. † (13 de abril de 1367-?)[nota 7]
- Giacomo Giovanni, O.P. † (27 de octubre de 1372-?)
- Benedetto †
- Pietro † (16 de enero de 1388-11 de julio de 1401 nombrado obispo de Larino)
- Giovanni, O.P. † (11 de julio de 1401-1412 falleció)
  - Jacopo Minutolo † (5 de septiembre de 1412-22 de septiembre de 1425) (administrador apostólico)
  - Jacopo Caracciolo † (22 de septiembre de 1425-1439) (administrador apostólico)
  - Diócesis unida a Lucera (1439-1471)
- Stefano † (1471-1473 falleció)
- Giovanni † (1 de mayo de 1473-?)
- Antonio † (31 de enero de 1477-?)
- Nicolò † (7 de febrero de 1480-? falleció)
- Pietro † (21 de octubre de 1483-?)
- Gudiel de Cervatos † (26 de julio de 1495-?)
- Tommaso da Nola, O.P. † (1500-1504? falleció)
- Pancrazio Rotondi † (19 de enero de 1504-1504 renunció)
- Roberto Tibaldeschi † (23 de junio de 1505-1517 falleció)
- Gaspare Antonio de Monte, O.S.B.Cam. † (21 de agosto de 1517-1545 falleció)[nota 8]
- Luca Gaurico † (14 de diciembre de 1545-1550 renunció)
- Gerardo Rambaldi † (30 de mayo de 1550-1561 falleció)
- Francesco Alciati † (5 de septiembre de 1561-20 de abril de 1580 falleció)

### Obispos de San Severo
- Martino de Martini, S.I. † (21 de febrero de 1581-25 de septiembre de 1582 falleció)
- Germanico Malaspina † (27 de abril de 1583-9 de octubre de 1603 falleció)
- Ottavio della Vipera † (15 de diciembre de 1604-13 de enero de 1606 falleció)
- Fabrizio Verallo † (5 de mayo de 1606-23 de marzo de 1615 renunció)
- Vincenzo Caputo † (23 de marzo de 1615-3 de marzo de 1625 nombrado obispo de Andria)
- Francesco Venturi † (9 de junio de 1625-octubre de 1629 renunció)
- Domenico Ferri † (3 de diciembre de 1629-julio de 1635 falleció)
- Francesco Antonio Sacchetti † (1 de octubre de 1635-13 de enero de 1648 nombrado obispo de Troia)
  - Sede vacante (1648-1650)
- Leonardo Severoli † (27 de junio de 1650-21 de noviembre de 1651 falleció)
  - Sede vacante (1651-1655)
- Giovan Battista Monti † (11 de octubre de 1655-1657 falleció)
- Francesco Densa † (28 de enero de 1658-6 de agosto de 1670 falleció)
- Orazio Fortunato † (6 de octubre de 1670-10 de enero de 1678 nombrado obispo de Nardò)
- Carlo Felice de Matta † (6 de junio de 1678-26 de febrero de 1701 falleció)
  - Sede vacante (1701-1703)
- Carlo Francesco Giocoli † (16 de julio de 1703-15 de marzo de 1717 nombrado obispo de Capaccio)
- Adeodato Summantico, O.E.S.A. † (12 de abril de 1717-21 de diciembre de 1735 falleció)
- Giovanni Scalea † (27 de febrero de 1736-18 de julio de 1739 falleció)
- Bartolomeo Mollo † (16 de noviembre de 1739-20 de julio de 1761 falleció)
- Angelo Antonio Pallante † (23 de noviembre de 1761-1 de octubre de 1765 falleció)
- Tommaso Battiloro † (14 de abril de 1766-25 de noviembre de 1767 renunció)
- Eugenio Benedetto Scaramuccia † (25 de enero de 1768-19 de enero de 1775 falleció)
- Giuseppe Antonio Farao † (13 de noviembre de 1775-1793 falleció)
  - Sede vacante (1793-1797)
- Giovanni Gaetano del Muscio, Sch. P. † (18 de diciembre de 1797-29 de octubre de 1804 nombrado arzobispo de Manfredonia)
  - Sede vacante (1804-1818)
- Giovanni Camillo Rossi † (26 de junio de 1818-9 de abril de 1827 renunció[nota 9])
- Bernardo Rossi † (3 de julio de 1826-27 de julio de 1829 falleció)
  - Sede vacante (1829-1832)
- Giulio de Tomasi † (2 de julio de 1832-6 de enero de 1843 falleció)
- Rocco de Gregorio † (19 de junio de 1843-8 de julio de 1858 falleció)
- Antonio La Scala † (27 de septiembre de 1859-25 de abril de 1889 falleció)
- Bernardo Caetani d'Aragona, O.S.B. † (25 de abril de 1889 por sucesión-9 de febrero de 1893 falleció)
- Stanislao Maria de Luca † (18 de mayo de 1894-7 de enero de 1895 falleció)
- Bonaventura Gargiulo, O.F.M.Cap. † (18 de marzo de 1895-9 de mayo de 1904 falleció)
- Emanuele Merra † (27 de marzo de 1905-21 de julio de 1911 falleció)
- Gaetano Pizzi † (5 de noviembre de 1912-18 de julio de 1921 falleció)
- Oronzo Luciano Durante † (7 de junio de 1922-5 de noviembre de 1941 falleció)
- Francesco Orlando † (4 de septiembre de 1942-2 de agosto de 1960 falleció)
- Valentino Vailati † (8 de diciembre de 1960-25 de mayo de 1970 nombrado arzobispo de Manfredonia y administrador perpetuo de Vieste)
- Angelo Criscito † (27 de junio de 1970-7 de septiembre de 1985 retirado)
- Carmelo Cassati, M.S.C. † (7 de septiembre de 1985-15 de diciembre de 1990 nombrado arzobispo de Trani-Barletta-Bisceglie)
- Silvio Cesare Bonicelli † (2 de septiembre de 1991-13 de diciembre de 1996 nombrado obispo de Parma)
- Michele Seccia (20 de junio de 1997-24 de junio de 2006 nombrado obispo de Teramo-Atri)
- Lucio Angelo Renna, O.Carm. (2 de septiembre de 2006-13 de enero de 2017 retirado)
- Giovanni Checchinato (13 de enero de 2017-10 de diciembre de 2022 nombrado arzobispo de Cosenza-Bisignano)
- Giuseppe Mengoli, desde el 1 de marzo de 2023